# Горбач Євген Андрійович
Євге́н Андрі́йович Го́рбач (нар. 7 березня 1901, Шаповалівка — пом. 18 жовтня 1984, Київ) — український радянський художник, один із засновників українського анімаційного кіно; член Спілки радянських художників України.

## Життєпис
Народився 22 лютого [7 березня] 1901 року в селі Шаповалівці (нині Ніжинський район Чернігівської області, Україна) в селянській родині. Навчався в церковно-парафіяльній школі, потім в чотирикласному училищі у Борзні, у школі садівництва, городництва та бджільництва. У 1929 році закінчив Київський художній інститут, де був учнем Федора Кричевського.
1929 року увійшов до складу групи, що розпочала виробництво анімаційних фільмів на студії «Українфільм». До 1934 року знімав мультиплікаційні вставки до навчальних і технічних фільмів, потім працював режисером. Після ліквідації мультцеху у 1938 році, кілька років працював в навчальному кінематографі. В 1947 році відійшов від кіно і зайнявся живописом і графікою. Жив у Києві, в будинку на вулиці Метробудівській, № 4 а, квартира № 29. Помер у Києві 18 жовтня 1984 року.

## Творчість
Режисер і художник-постановщик мультфільмів Київської кіностудії
- «Мурзілка в Африці» (1934, аніматор, режисер; спільно з Семеном Гуєцьким);
- «Чемпіон мимоволі» (1934);
- «Тук-тук та його приятель Жук» (1935, режисер, художник-постановник);
- «Жук в зоопарку» (1936, режисер, художник);
- «Лісова угода» (1937, режисер; спільно з Іполитом Лазарчуком).

Серед художніх творів
- «1905 рік на Запоріжжі» (1929);
- «Осінній мотив» (1937);
- «Обшук Тараса Шевченка в Оренбурзі» (1939);
- «Механічний цех» (1946);
- «Весна на Дніпрі» (1947).

Брав участь у республіканських виставках з 1937 року.